# Сёренсен, Арне (шахматист)
Арне Хеннинг Сёренсен (дат. Arne Henning Sørensen, род. 14 ноября 1947 или 19 ноября 1947, Эльгод, Южная Дания) — датский шахматист, международный мастер ИКЧФ (1988).

## Биография
Победитель побочного турнира чемпионата Дании 1978 г.
Участник турнира северных стран 1973 г.
В составе команды «Vejlby-Risskov SK» участник Кубка европейских клубов 1976 г.
Добился значительных успехов в игре по переписке. Чемпион Дании 1974 г. Победитель 19-го чемпионата Европы по переписке. Участник 3/4 финала 13-го чемпионата мира (1984—1989 гг.), полуфинала 18-го чемпионата мира (1989—1996 гг.). Участник мемориала Ю. Нильсена (1985—1990 гг.).

## Основные спортивные результаты
| Год                       | Город                                       | Соревнование                                            | + | − | = | Результат | Место  |
| ------------------------- | ------------------------------------------- | ------------------------------------------------------- | - | - | - | --------- | ------ |
| 1972                      | Орхус                                       | Турнир датских мастеров                                 | 3 | 4 | 0 | 3 из 7    | 9      |
| 1973                      | Грено                                       | Турнир северных стран                                   | 5 | 2 | 4 | 7 из 11   | [ 13 ] |
| 1976                      | Золинген                                    | Кубок европейских клубов (Vejlby-Risskov SK, ?-я доска) |   |   |   |           |        |
| 1978                      | Хорсенс                                     | Чемпионат Дании (турнир В)                              | 6 | 1 | 4 | 8 из 11   | 1      |
| СОРЕВНОВАНИЯ ПО ПЕРЕПИСКЕ |                                             |                                                         |   |   |   |           |        |
| 1974                      | Чемпионат Дании                             | Чемпионат Дании                                         |   |   |   |           | 1      |
| 1979—1982                 | 19-й чемпионат Европы                       | 19-й чемпионат Европы                                   |   |   |   | 13 из 14  | 1      |
| 1984—1989                 | 3/4 финала 13-го чемпионата мира (группа 2) | 3/4 финала 13-го чемпионата мира (группа 2)             | 5 | 5 | 4 | 7 из 14   | 6      |
| 1985—1990                 | Мемориал Ю. Нильсена                        | Мемориал Ю. Нильсена                                    | 6 | 6 | 1 | 6½ из 13  | 9      |
| 1989—1996                 | Полуфинал 18-го чемпионата мира (группа 5)  | Полуфинал 18-го чемпионата мира (группа 5)              | 9 | 3 | 2 | 10 из 14  | 4—5    |